# 皇學館中学校・高等学校
皇學館中学校・高等学校（こうがっかんちゅうがっこう こうとうがっこう）は、三重県伊勢市楠部町にある私立中学校・高等学校。神道系の学校であり、「祖国愛の精神にもとづいて、社会有為の人材を養成する」ことを目標として創設された。
なお、戦前の神宮皇學館には中等教育段階で神職を養成する「普通科」が併設されていたことがあったが、現在の中・高との関連性はない。

## 特色
教育勅語を暗唱させることで知られ、校内では勅語が渙発された10月30日を「家庭に感謝する日」として定め、生徒は同日に勅語の謹書や作文を同日までに学校側に提出するなど行っている。また、生徒が書いた勅語の謹書は生徒会長や校長等が代表として、熱田神宮まで奉納することも恒例となっている。
中高共に、毎年6月と12月の月次祭の折には神宮へ参拝する。
中高一貫教育コース（6年制）と、高校からの外部入学コース（3年制）とがある。高校からの入学者と中高一貫コースの者が同じクラスになることはない。しかしながら例外もあり、例えば中学校で、他校に転校し、高校に再転校した場合には、6年制のクラスに戻る場合もある。
高校卒業者が系列の皇學館大学へ進学する際には、附属高校特別推薦枠や入学金半額免除といった特典が与えられる。

## 学校の通称
公式サイトによると、この学校の通称（略称）は「皇中」（こうちゅう）、「皇高」（こうこう）である。
しかし発音が「厚中」（こうちゅう、伊勢市立厚生中学校の通称）・「高校」と同じになるためか、話し言葉としては中高ともに「學館」（がっかん）・「皇學館」が用いられることがある。

## 沿革
- 1962年10月9日 - 皇學館大学が、三重県知事から附属高等学校の設置要請を受け、学内に準備委員会を設ける。
- 1963年
  - 1月28日 - 伊勢市議会で伊勢市立四郷中学校の校地を無償で貸与することが決まる。
  - 2月1日 - 県知事から設立の認可が下りる[1]。当初は大学と別法人による運営を行うこととなった。
  - 4月15日 - 第1回入学式を挙行。伊勢市立有緝小学校を仮校舎とする[1]。
  - 11月30日 - 倉田山の現在地へ移転する[1]。
- 1963年1月13日・14日 - 第1回皇高祭を行う。
- 1965年
  - 7月17日 - 高校校旗を制定、入魂式を挙行。
  - 8月31日 - 学校法人皇学館大学に、学校法人皇学館高等学校が統合される。
- 1966年3月2日 - 高校、第1回卒業式。
- 1971年10月30日 - この年から、教育勅語渙発の同日を「父母の日」に制定する。
- 1973年10月30日 - 高校創立10周年記念式典挙行。
- 1978年10月30日 - 高校創立15周年記念式典挙行。中学校の設置が県知事より認可される。
- 1979年4月1日 - 中学校開校。9日に中学の第1回入学式。
- 1983年10月6日 - 高校創立20周年記念式典挙行。
- 1988年
  - 9月 - 髪型を自由化。
  - 11月19日 - 中学創立10周年記念式典挙行。
- 1993年11月6日 - 高校創立30周年記念式典挙行。
- 1995年4月1日 - 高校、新制服を定める。
- 1998年11月8日 - 中学創立20周年記念式典挙行。
- 2002年4月1日 - 中学、新制服を定める。
- 2003年9月 - 高校創立40周年記念式典挙行。

## 設置学科・コース

### 全日制普通科
中高一貫コース
皇學館中学校から内部進学した者が所属する。
特別進学コース
主に難関国公私立大学への現役合格を目指すコース。
進学コース
大学への進学を目指し、多様化する大学入試へ対応したコース。

## 部活動
「校友会」という名称で全校生徒が活動している。尚、校友会の幹部は校友会総務委員長、総務副委員長、書記、会計といった構成になっている。また、校友会のリーダーは学校長である。 
- ダンス部
- 弓道部
- 剣道部
- 硬式野球部
- サッカー部
- 銃剣道部
- 柔道部
- 新体操部
- 卓球部
- テニス部
- 薙刀部
- バスケットボール部
- バレーボール部
- 陸上部
- バドミントン部
- ESS部
- 囲碁・将棋部
- インターアクト部
- 自然科学研究部
- 家庭部
- 華道部
- 茶道部
- 写真部
- 書道部
- 吹奏楽部
- 美術部
- 文芸部
- 園芸同好会

## 著名な出身者
- ユッコ・ミラー - サクソフォーン奏者、作曲家
- 桂勢朝 - 落語家
- 芝博一 - 政治家
- 伊藤将伸 - バスケットボール選手
- 佐別當賢治 - バレーボール選手[4]
- 温泉太郎 - 記者
- 露の眞 - 落語家
- 岡明子 - 女優[5]
- 寺家 - お笑い芸人（バッテリィズ）